# Dinocarsis albomaculata
Dinocarsis albomaculata är en stekelart som beskrevs av Svetlana N. Myartseva 1982. Dinocarsis albomaculata ingår i släktet Dinocarsis och familjen sköldlussteklar.
Artens utbredningsområde är Mongoliet. Inga underarter finns listade i Catalogue of Life.